# 石原保太郎
石原 保太郎（いしはら やすたろう、1858年〈安政5年〉 - 1919年〈大正8年〉8月12日）は、日本の牧師である。

## 生涯
石原萬年・かつの長男として備前国岡山に生まれた。岡山の普通学校を卒業後に横浜に行き、アメリカ合衆国長老教会の宣教師ヘンリー・ルーミスの英語塾で学ぶ。英語塾でルーミスの講義によりキリスト教に触れて、回心する。1874年(明治7年)7月5日横浜第一長老教会でルーミスより洗礼を受ける。
その後、C・カラゾルスの築地大学校に入学する。1877年（明治10年）に開校された東京一致神学校に転校し、1880年（明治13年）第1期生として卒業する。
1880年11月26日に日本基督一致教会牧師に任命されて、新栄橋教会(現・日本基督教団新栄教会)の牧師になり、1889年まで勤める。新栄橋教会の牧師に就任して4年目の1883年5月に第三回全国基督教信徒大親睦会が新栄橋教会を会場にして行われる。石原は主催者と幹部として活動する。
1889年（明治22年）には巡回牧師になり、各地で伝道をする。1892年（明治25年）より高台教会（現・日本基督教団高輪教会）の牧師になる。1895年（明治28年）より、品川教会(現・日本基督教団大井町教会)を兼任する。1901年（明治34年）には芝教会(現・日本基督教団芝教会)の牧師になる。
1906年（明治39年）7月日本基督教会伝道局の招聘を受けて、満州の営口、安東県、朝鮮の京城(ソウル市)の教会の牧師を務める。
1910年（明治43年）に帰国し、東京の赤坂教会の主任牧師になり、1912年（明治45年）に礫川教会の牧師を兼務する。1916年（大正5年）、赤坂教会を辞任して、終生礫川教会の牧師に専念した。1919年（大正8年）に死去する。